# بخش فرح‌دشت
بخش فرح‌دشت نام یکی از بخش‌های شهرستان کاشمر است که با مصوبهٔ هیئت دولت جمهوری اسلامی ایران در استان خراسان رضوی و در تاریخ آذر ۱۳۹۸ ایجاد شد. این بخش نوبنیاد در سرشماری سال ۱۳۹۵، ۱۲٬۹۵۴ نفر جمعیت داشته است.

## تقسیمات کشوری

### دهستان‌ها

#### دهستان قلعه بالا

##### روستاها
- بهاریه
- جردوی
- حاج رجب
- طاهرآباد
- فرشه
- نای

#### دهستان رزق‌آباد

##### روستاها
- رزق‌آباد
- عارف‌آباد
- قوچ‌پلنگ
- کاژغونه

### مرکزیت
- فرگ قلعه